# ローン・バルフ
ローン・バルフ（Lorne Balfe、1976年2月23日 - ）は、スコットランドの作曲家。ローン・バルフェとも表記される。インヴァネス出身。
映画・テレビドラマのほか、ビデオゲームの音楽も多く手がけている。ハンス・ジマーとの共作が多い。

## 主なフィルモグラフィ

### 映画
- 『笑いながら泣きやがれ』 - Crying with Laughter（2009年）
- 『メガマインド』 - Megamind（2010年）
- 『僕が結婚を決めたワケ』 - The Dilemma（2011年）
- 『アイアンクラッド』 - Ironclad（2011年）
- 『ファイブ ある勇敢な女性たちの物語』 - Five（2011年） テレビ映画
- 『ロンドン・ヒート』 - The Sweeney（2012年）
- 『フローズン・グラウンド』 - The Frozen Ground（2013年）
- 『サン・オブ・ゴッド』 - Son of God（2014年）
- 『ペンギンズ FROM マダガスカル ザ・ムービー』 - Penguins of Madagascar（2014年）
- 『ホーム 宇宙人ブーヴのゆかいな大冒険』 - Home（2015年）
- 『ターミネーター:新起動/ジェニシス』 - Terminator Genisys（2015年）
- 『捕われた女』 - Captive（2015年）
- 『アメリカン・ヒーロー』 - American Hero（2015年）
- 『13時間 ベンガジの秘密の兵士』 - 13 Hours: The Secret Soldiers of Benghazi（2016年）
- 『バッドガイズ!!』 - War on Everyone（2016年）
- 『レゴバットマン ザ・ムービー』 - The Lego Batman Movie（2017年）
- 『ゴースト・イン・ザ・シェル』 - Ghost in the Shell（2017年）
- 『チャーチル ノルマンディーの決断』 - Churchill（2017年）
- 『フロリダ・プロジェクト 真夏の魔法』 - The Florida Project（2017年）
- 『ジオストーム』 - Geostorm（2017年）
- 『ホース・ソルジャー』 - 12 Strong（2018年）
- 『ワイルド・ストーム』 - The Hurricane Heist（2018年）
- 『パシフィック・リム: アップライジング』 - Pacific Rim: Uprising（2018年）
- 『ミッション:インポッシブル/フォールアウト』 - Mission: Impossible – Fallout（2018年）
- 『ジョン・デロリアン』 - Driven（2018年）
- 『6アンダーグラウンド』 - 6 Underground（2019年）
- 『ジェミニマン』 - Gemini Man（2019年）
- 『シング・ア・ソング!〜笑顔を咲かす歌声〜』 - Military Wives（2019年）
- 『バッドボーイズ フォー・ライフ』 - Bad Boys for Life（2020年）
- 『ソングバード』 - Songbird（2020年）
- 『デンジャー・ゾーン』 - Outside the Wire（2021年）
- 『トゥモロー・ウォー』 - The Tomorrow War（2021年）
- 『ブラック・ウィドウ』 - Black Widow（2021年）
- 『サイレント・ナイト』 - Silent Night（2021年）
- 『モンスターズ・リーグ』 - Rumble（2021年）
- 『アンビュランス』 - Ambulance（2022年）
- 『トップガン マーヴェリック』 - Top Gun Maverick（2022年）
- 『ブラックアダム』 - Black Adam（2022年）
- 『チケット・トゥ・パラダイス』 - Ticket To Paradise（2022年）
- 『ダンジョンズ&ドラゴンズ/アウトローたちの誇り』 - Dungeons & Dragons: Honor Among Thieves（2023年）
- 『テトリス』 - Tetris（2023年）
- 『ゴーステッド Ghosted』 - Ghosted（2023年）
- 『グランツーリスモ』 - Gran Turismo（2023年）
- 『ミッション:インポッシブル/デッドレコニング PART ONE』 - Mission: Impossible: Dead Reckoning Part One（2023年）
- 『刑事ジョン・ルーサー: フォールン・サン』 - Luther: The Fallen Sun（2023年）
- 『ARGYLLE/アーガイル』 - Argylle（2024年）
- 『バッドボーイズ RIDE OR DIE』 - Bad Boys Ride or Die（2024年）
- 『ビバリーヒルズ・コップ: アクセル・フォーリー』 - Beverly Hills Cop: Axel F（2024年）
- 『ウォレスとグルミット 仕返しなんてコワくない!（英語版）』- Wallace & Gromit: Vengeance Most Fowl（2024年）
- 『セキュリティ・チェック』- Carry-On（2024年）
- 『ミッション:インポッシブル/ファイナル・レコニング』- Mission: Impossible – The Final Reckoning（2025年）
- 『Mr.ノボカイン』 -  Novocaine（2025年）

### テレビドラマ
- 『マーニーと魔法の書』 - Shoebox Zoo（2004年）
- 『THE BIBLE〜選ばれし者たちの歴史物語〜』 - The Bible（2013年） ミニシリーズ
- 『信じる者とよそ者』 - Saints & Strangers（2015年） ミニシリーズ
- 『ストーリー・オブ・ゴッド WITH モーガン・フリーマン』 - The Story of God with Morgan Freeman（2016年）
- 『女刑事マーチェラ』 - Marcella（2016年 - 2018年）
- 『ザ・クラウン』 - The Crown（2017年）
- 『ジーニアス』 - Genius（2017年、2018年、2021年）
- 『ダーク・マテリアルズ/黄金の羅針盤』 - His Dark Materials（2019年 - 2022年）
- 『PENNYWORTH/ペニーワース（英語版）』 - Pennyworth（2020年 - 2021年）
- 『ホイール・オブ・タイム』 - The Wheel of Time（2021年 - ）
- 『ローワン・アトキンソンのヒトvsハチ』 - Man vs. Bee（2022年）

### ビデオゲーム
- 『コール オブ デューティ モダン・ウォーフェア2』 - Call of Duty: Modern Warfare 2（2009年）
- 『Crysis 2』 - Crysis 2（2011年）
- 『アサシン クリード リベレーション』 - Assassin's Creed: Revelations（2011年）
- 『スカイランダース・ジャイアンツ』 - Skylanders: Giants（2012年）
- 『アサシン クリード III』 - Assassin's Creed III（2012年）
- 『アサシン クリード III』 - Assassin's Creed III: The Tyranny of King Washington（2013年）
- 『BEYOND: Two Souls』 - Beyond: Two Souls（2013年）
- 『アサシンクリード アイデンティティ』 - Assassin's Creed: Identity（2014年）